# Progresso na inteligência artificial
A inteligência artificial (IA) tem sido empregada em diversas áreas como o diagnóstico médico, comércio em bolsa, controle robótico, direito e modelos científicos. Entretanto, várias aplicações da IA não são vistas como parte da IA: "Várias inovações da IA acabaram por adquirir aplicações gerais, normalmente sem ser chamadas IA, pois uma vez que algo se torna útil e comum o bastante o rótulo de IA deixa de ser utilizado para descrevê-lo." "Várias aplicações da IA são empregadas na infraestrutura de toda e qualquer indústria." No final dos anos 1990 e início do século XXI, a IA passou a ser largamente utilizada como elemento de sistemas maiores, mas raramente estes êxitos são creditados à IA.
Para fins de comparação com o desempenho humano, a inteligência artificial pode ser avaliada ou restrita em problemas bem definidos. Tais testes têm sido denominados "testes de Feigenbaum".  Além disso, problemas menores são mais fáceis de serem resolvidos e há um número de resultados positivos cada vez maior.

## Avaliação de desempenho
Os resultados dos testes da IA podem se encaixar em algumas dessas classificações abrangentes:
- ideal: não há como melhorar
- super-humano forte: supera qualquer humano
- super-humano: supera a maioria dos humanos
- par-humano: se iguala aos humanos
- sub-humano: é superado pela maioria dos humanos

## Ideal
- Jogo da velha
- Lig 4
- Damas[5]
- Cubo de Rubik[6]

Ver também jogo resolvido.

## Super-humano
- Backgammon: super-humano[7]
- Ponte computacional: próximo do super-humano forte
- Xadrez: próximo do super-humano forte
- Palavras cruzadas: super-humano[8]
- Quebra-cabeça: super-humano forte[9]
- Reversi: super-humano forte[10]
- Scrabble: super-humano forte[11]
- Game show de perguntas e respostas: super-humano forte[12][13]

## Par-humano
- Optical character recognition para ISO 1073-1:1976 e caracteres especiais similares.
- Go

## Sub-humano
- Reconhecimento ótico de caracteres para textos impressos (próximo a par-humano em textos em caracteres latinos)
- Reconhecimento de escrita manual
- Automóveis autônomos[14]
- Reconhecimento de objetos
- Tradução automática
- Reconhecimento de fala
- Desambiguação
- Pokerbot, sub-humano para Texas hold 'em full ring (próximo a super-humano em versões mais simples do pôquer)[15][16][17]
- A maioria das tarefas rotineiras desempenhada por humanos.